# Fibonaccireeks (Mario Merz)
Fibonaccireeks (1997) is de titel van een neon-sculptuur van de Italiaanse kunstenaar Mario Merz op de zijgevel van het Schipholgebouw, onmiddellijk naast de afrit van de A4 op de Luchthaven Schiphol. Het zeer grote kunstwerk, in een vierkant van 17,5 meter, kan worden gekwalificeerd als "lichtinstallatie".
Fibonacci-reeksen vormen (sinds het einde van de jaren zestig) een terugkerend thema in het werk van de kunstenaar. De getallenreeksen van Fibonacci, een middeleeuws wiskundige, zijn voor Merz een symbool van eindeloze natuurlijke groei.

## Andere door Fibonacci geïnspireerde werken van Merz

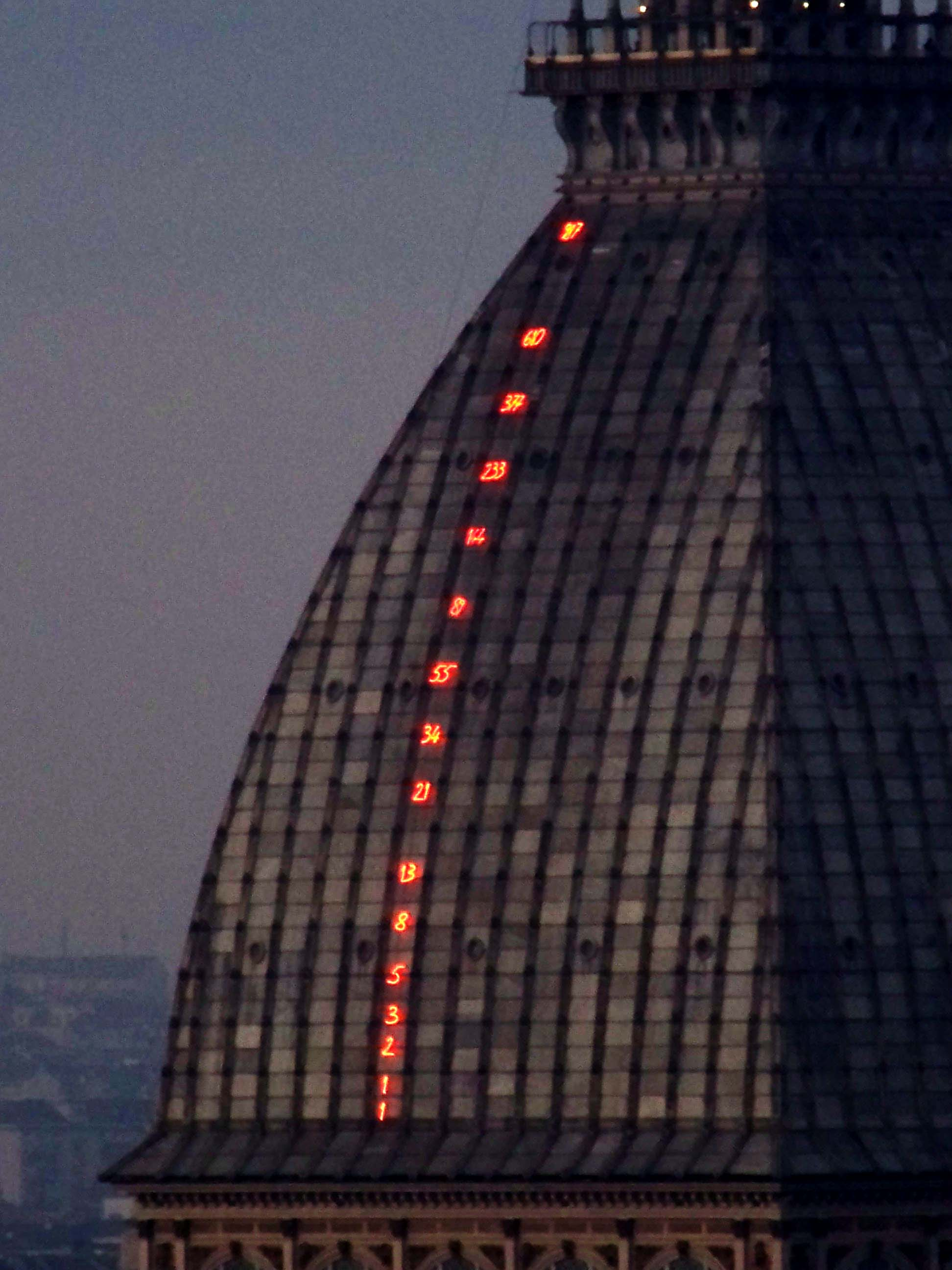
op een synagoge in Turijn, Italië
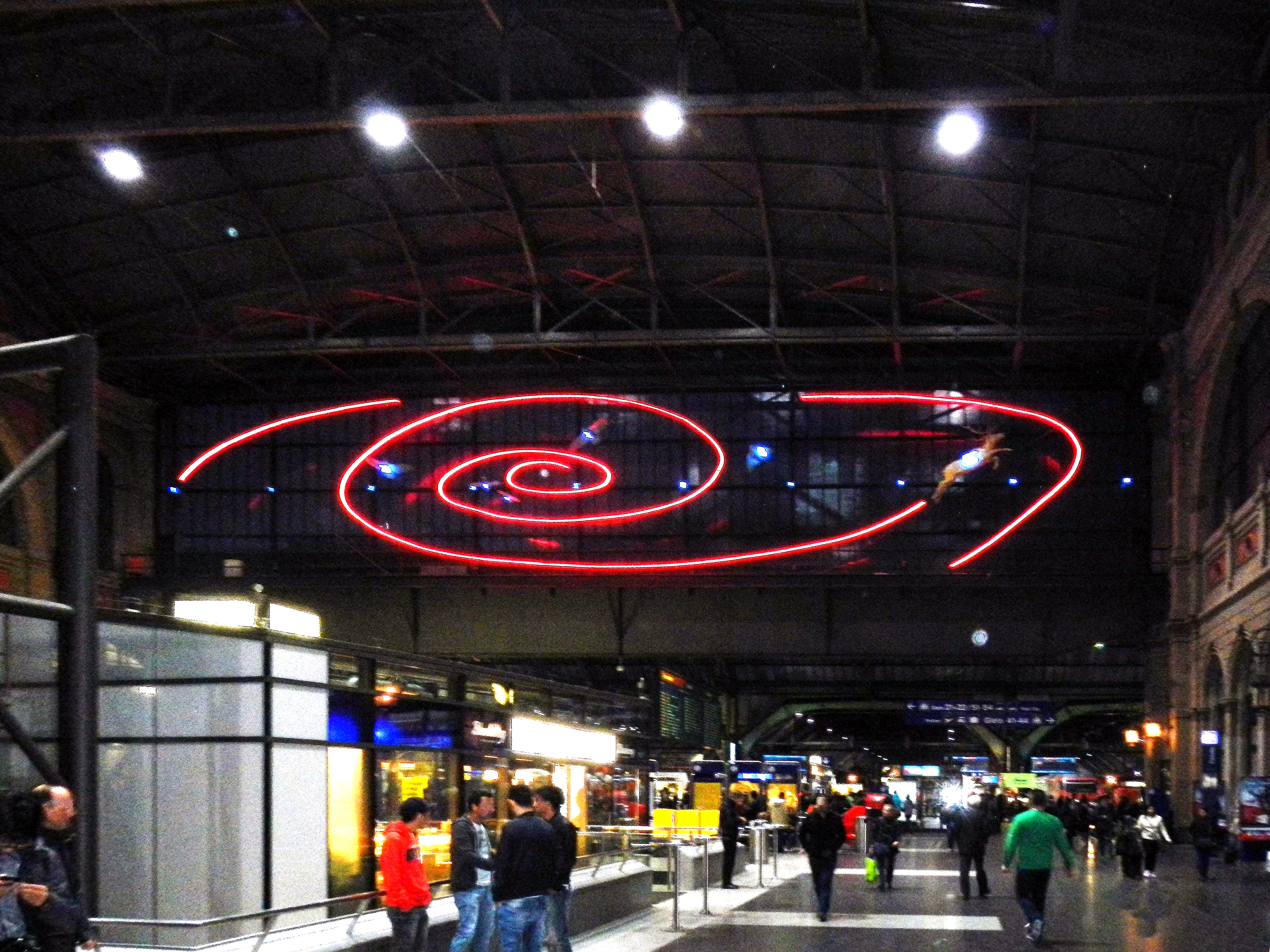
in het station van Zürich, Zwitserland

## Externe bron
- Website: Kunst en publieke ruimte